# 온타리오 사커 센터
온타리오 사커 센터(Ontario Soccer Centre)은 캐나다의 축구 전용 경기장이다. 온타리오주 본에 위치하고 있으며 USL 토론토 FC II의 홈경기장이다.

## 같이 보기
- 캐나다 축구 협회
- 온타리오 축구 협회